# Dautmergen
Dautmergen ist eine Gemeinde im Zollernalbkreis in Baden-Württemberg (Deutschland). Außer dem gleichnamigen Dorf gehören zur Gemeinde Dautmergen keine weiteren Orte. Dautmergen ist nach Einwohnern eine der kleinsten Gemeinden im Zollernalbkreis.

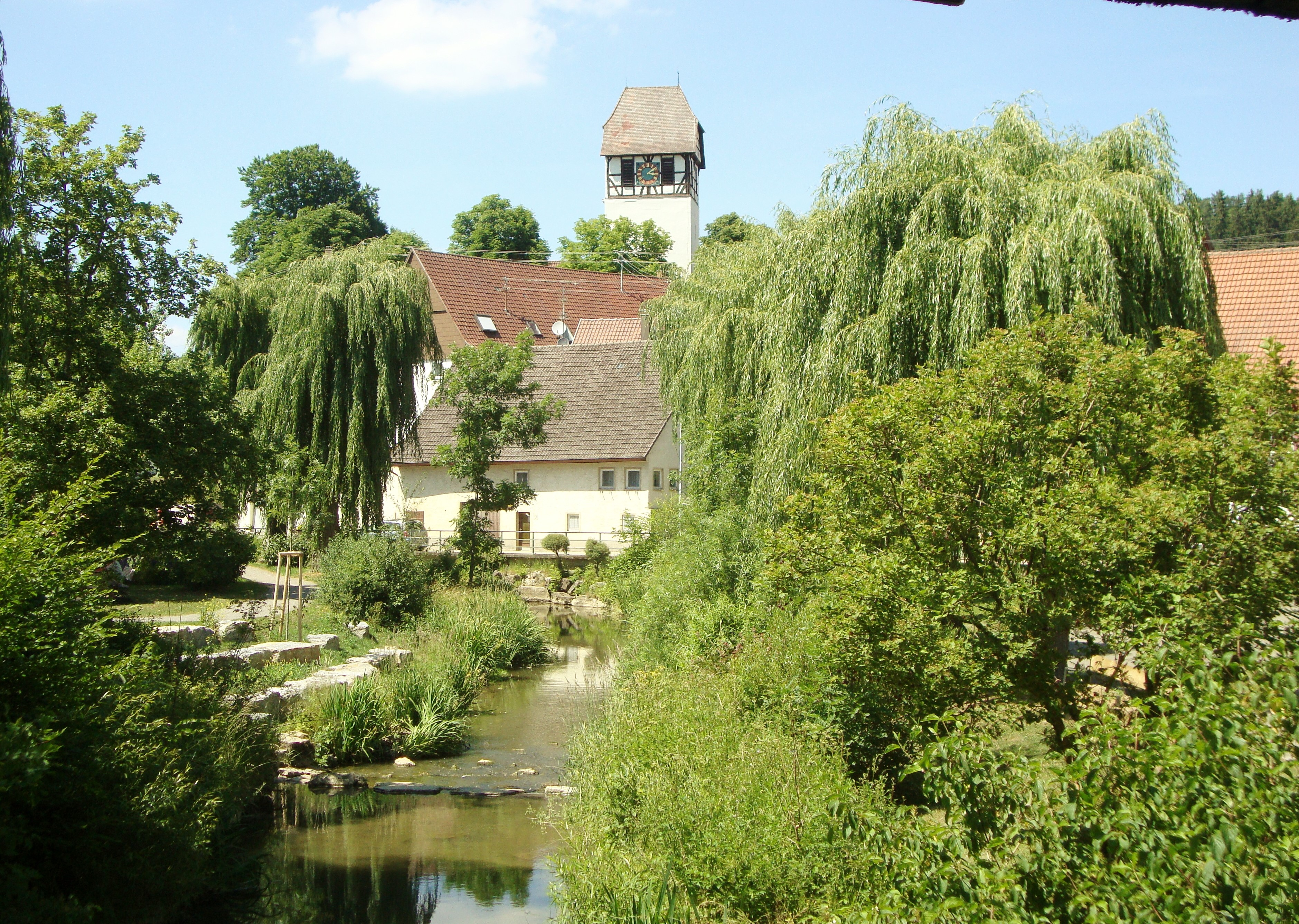
Schlichem und Kirchturm der Pfarrkirche St. Verena

## Geographie

### Geographische Lage
Dautmergen liegt im westlichen Vorland der Schwäbischen Alb. Oberhalb des Ortes liegt die Schömberger Schlichemtalsperre. Durch die Gemeinde fließt die Schlichem.

### Nachbargemeinden
Die Nachbargemeinden sind (beginnend im Norden):

Geislingen, Dormettingen, Schömberg, Zimmern unter der Burg, Rosenfeld

### Historische Geographie
Im Schlichemtal lag vermutlich ein Juchhausen bezeichneter Ort, der 793 als Juchhusa erstmals Erwähnung findet und wahrscheinlich im 13. Jahrhundert abgegangen ist.

### Schutzgebiete
Ein Teilgebiet des FFH-Gebiets Kleiner Heuberg und Albvorland bei Balingen zieht sich östlich der Ortschaft in einem Band vom Hohen Rain bis zur Gemeindegrenze zu Dormettingen. Hier befinden sich großflächige Bestände des Lebensraumtyps Magere Flachlandmähwiese. Weitere Schutzgebiete nach Naturschutzrecht sind auf dem Gemeindegebiet nicht ausgewiesen.

## Geschichte

### Frühgeschichte
In Dautmergen gebrochene Hartkohle wurde zum Schmuckstein poliert in Silber eingelassen als Gagat gehandelt. Bereits in der Hallstattzeit waren Gagatarmbänder in Dautmergen gebräuchlich.

### Antike und Mittelalter
Die Römerstraße zwischen Arae Flaviae (heute Rottweil) und Summelocenna (heute Rottenburg a. N.) querte in einer Furt die Schlichem in Dautmergen, sodass bereits zu dieser Zeit eine Siedlung vermutet werden kann.
Im Zuge der Völkerwanderung ließen sich die Alamannen in Süddeutschland nieder und benannten ihre Siedlungen nach dem Stammvater der Sippe. Erstmals erwähnt wurde Dautmergen 1275 als Tutmaringen, bestehend aus dem Personennamen Tutmar, was für eine solche alemannische Siedlung spricht. Bis 1300 wird Dautmergen auch als Tautmoringen und Tutmeringen erwähnt.
Im Jahre 1300 verkauften Eberhard und Hug von Lupfen die Ortsherrschaft und das Dorfgericht an die Herren von Zimmern, welche der Oberhoheit der Grafschaft Hohenberg unterstanden. Zusammen mit der Grafschaft Hohenberg kam Dautmergen 1381 an die Habsburger (Schwäbisch-Österreich).

### Vom Beginn der Neuzeit bis zur NS-Zeit
Durch die Mediatisierung der zu Vorderösterreich gehörenden Grafschaft Hohenberg kam Dautmergen zum 1806 errichteten Königreich Württemberg. Kurzzeitig war der Ort dem Oberamt Spaichingen zugeordnet, und seit 1812 für mehr als ein Jahrhundert dem Oberamt Rottweil unterstellt. Bei der Kreisreform während der NS-Zeit in Württemberg gelangte Dautmergen 1938 zum Landkreis Balingen.

### Konzentrationslager Dautmergen
Im Jahr 1944 wurde im Zuge des „Unternehmens Wüste“ als Außenlager des KZ Natzweiler-Struthof das KZ Dautmergen aufgebaut, um Zwangsarbeiter für die Ölproduktion im Rahmen des Mineralölsicherungsplans unterzubringen.
Die Menschen, die die grausamen Bedingungen in der „Mordfabrik“ Dautmergen nicht überlebten, wurden nach dem Krieg auf einem Friedhof neben der heutigen Gedenkstätte Dautmergen-Schömberg bestattet.

### Nachkriegszeit
Im Jahre 1945 wurde der Ort Teil der Französischen Besatzungszone und kam somit zum Nachkriegsland Württemberg-Hohenzollern, welches 1952 im Bundesland Baden-Württemberg aufging.  
Seit der Kreisreform von 1973 ist Dautmergen Teil des Zollernalbkreises.

### Religion
Dautmergen ist überwiegend römisch-katholisch geprägt. Die heutige katholische Kirchengemeinde St. Verena wurde als Pfarrei erstmals 1275 erwähnt. Das Patronatsrecht wechselte über die Jahrhunderte häufig den Inhaber, bis es 1774 durch Vermählung von den Herren von Hornstein an die Familie der Fürsten von Waldburg-Zeil überging, die es bis heute hält.
Die Gottesdienste werden in der frühgotischen katholischen Pfarrkirche St. Verena gefeiert, welche mit dem denkmalgeschützten Pfarrhaus, der Pfarrscheune (heutiges Bürgerhaus), dem Pfarrgarten und dem Friedhof ein historisches Ensemble bildet.
Die katholische Kirchengemeinde St. Verena ist Teil der Seelsorgeeinheit Oberes Schlichemtal im Dekanat Balingen der Diözese Rottenburg-Stuttgart. Evangelische Gläubige gehören der Evangelischen Kirchengemeinde Täbingen, Dautmergen und Zimmern unter der Burg an, die im Kirchenbezirk Balingen der Württembergischen Landeskirche liegt.

## Politik und Verwaltung

### Gemeinderat
Der Gemeinderat in Dautmergen hat acht Mitglieder. Bei der Kommunalwahl am 9. Juni 2024 wurde der Gemeinderat durch Mehrheitswahl gewählt. Mehrheitswahl findet statt, wenn kein oder nur ein Wahlvorschlag (Freie Wählerschaft) eingereicht wurde. Die Bewerber mit den höchsten Stimmenzahlen sind dann gewählt. Der Gemeinderat besteht aus den ehrenamtlichen Gemeinderäten und dem Bürgermeister als Vorsitzendem. Der Bürgermeister ist im Gemeinderat stimmberechtigt. Die Wahlbeteiligung lag bei 70,1 % (2019: 60,4 %).

### Bürgermeister
Seit 2011 ist Hans Joachim Lippus ehrenamtlicher Bürgermeister der Gemeinde. 2019 wurde er mit 99,2 % der gültigen Stimmen für weitere acht Jahre in seinem Amt bestätigt.

### Verwaltungsgemeinschaft
Zusammen mit Dormettingen, Dotternhausen, Hausen am Tann, Ratshausen, Schömberg, Weilen unter den Rinnen und Zimmern unter der Burg bildet Dautmergen den Gemeindeverwaltungsverband Oberes Schlichemtal.

### Wappen
Blasonierung: „Von Silber (Weiß), Rot und Gold (Gelb) geteilt, im goldenen (gelben) Feld ein schreitender, rot bewehrter und rot bezungter schwarzer Löwe.“
Das Wappen erinnert an die frühere territoriale Zugehörigkeit der Gemeinde zur Grafschaft Hohenberg, deren Schild von Silber und Rot geteilt ist. Der schreitende schwarze Löwe auf goldenem Grund ist vom Staatswappen des Königreichs Württemberg abgeleitet. Das Gemeindewappen wurde vom Innenministerium Württemberg-Hohenzollern am 11. Januar 1949, die Flagge am 7. Dezember 1987 vom Landratsamt Zollernalbkreis verliehen.

## Kultur und Sehenswürdigkeiten

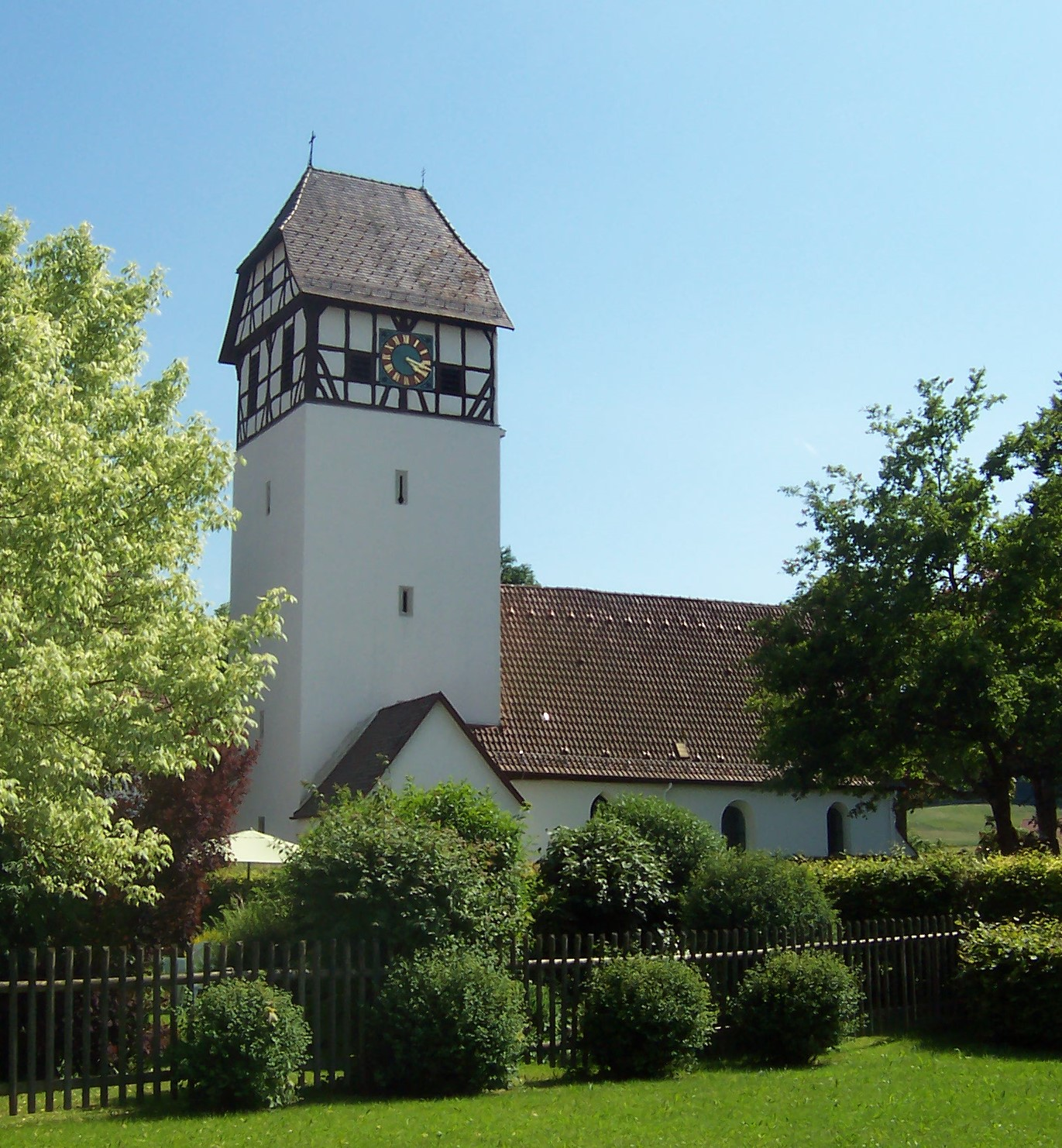
Katholische Pfarrkirche St. Verena

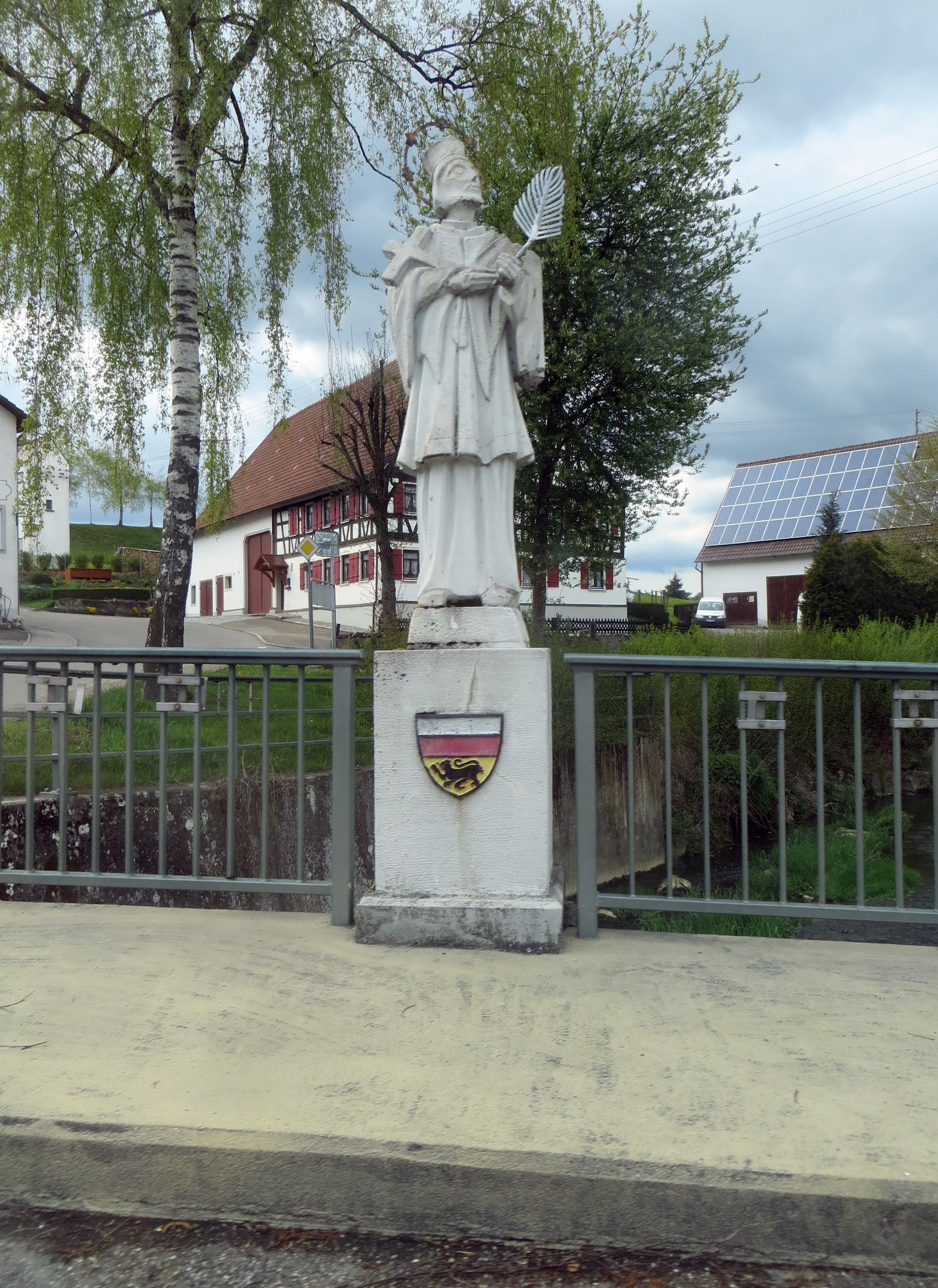
Statue des Heiligen Nepomuk auf der Brücke über die Schlichem

### Vereine und ähnliche Organisationen
- Fußball- und Sportverein Dautmergen e. V. (gegründet 1983)
- Narrenzunft Dautmergen e. V. (gegründet 1962)
- Soziales nachbarschaftliches Netzwerk – SonNe e. V. (gegründet 2011, in Kooperation mit den Gemeinden Dormettingen und Dotternhausen)
- Wanderverein Dautmergen e. V. (gegründet 1974)
- Freiwillige Feuerwehr Dautmergen (gegründet vor 1835)
- Jugendhaus Dautmergen (gegründet 2013)[15]
- Kirchenchor Dautmergen (gegründet 1814)

Quelle:

### Sehenswürdigkeiten
- Frühgotische katholische Pfarrkirche St. Verena.
- Denkmalgeschütztes Pfarrhaus aus 1725 mit Pfarrgarten und ehemaliger Pfarrscheuer (heutiges Bürgerhaus)
- „Spritzenhäusle“ mit restauriertem Feuerlöschwagen mit Handpumpe aus dem Jahre 1866[17]
- Statue des Heiligen Nepomuk auf der Nepomukbrücke

### Tourismus
Dautmergen liegt am Schlichemwanderweg, einem 33,3 km langem Wanderweg, der von der Quelle bis zur Mündung entlang der Schlichem verläuft.
Innerhalb des Gemeindegebiets ist ein 6 km langer Rundweg ausgewiesen.

## Wirtschaft und Infrastruktur

### Öffentlicher Nahverkehr
Der Öffentliche Nahverkehr wird durch den Verkehrsverbund Neckar-Alb-Donau (naldo) gewährleistet. Die Gemeinde befindet sich in der Wabe 334.
An Sonn- und Feiertagen zwischen dem 1. Mai und Mitte Oktober verkehrt die Buslinie 337 als Schlichem-WanderBus entlang des Schlichemwanderwegs. Zwischen Balingen, Tieringen und Epfendorf werden an diesen Tagen drei Fahrtenpaare, jeweils über Dautmergen, angeboten.

### Individualverkehr
Durch die Gemeinde verlaufen die Kreisstraße 7132 sowie die Landesstraße 435. In rund 4 km Entfernung befindet sich die Bundesstraße 27.

## Persönlichkeiten
- Erwin Dold (1919–2012), Feldwebel und Lagerkommandant, der einzige KZ-Kommandant, der nach Beendigung des Zweiten Weltkriegs angeklagt und freigesprochen wurde

## Trivia
Ein 1683 erbautes Weber- und Kleinbauernhaus aus Dautmergen ist heute im Freilichtmuseum Neuhausen ob Eck ausgestellt.